# ミッチェル・パリッシュ
ミッチェル・パリッシュ（Mitchell Parish、1900年7月10日 - 1993年3月31日）は、アメリカ合衆国の作詞家。

## 生い立ち
パリッシュは、マイケル・ハイマン・パシェリンスキ (Michael Hyman Pashelinsky) として、ロシア帝国統治下のリトアニアに生まれた。パリッシュが満1歳にも満たないときに、家族はアメリカ合衆国へ移住し、客船「ドレスデン (SS Dresden)」で、1901年2月3日に米国へ到着した。一家は、まず、父方の祖母の親戚がいたルイジアナ州に定住したが、後にニューヨークへ移った。

## 経歴
1920年代後半には、パリッシュはニューヨークでティン・パン・アレーの作詞家としての地位を既に確立していた。
歌詞を提供した代表作には、「スターダスト」、「スウィート・ロレイン (Sweet Lorraine)」、「夢のディープ・パープル 」、「アラバマに星落ちて (Stars Fell on Alabama)」、「ソフィスティケイテッド・レディ (Sophisticated Lady)」、「ヴォラーレ (Volare)」（英語詞）、「ムーンライト・セレナーデ 」、「Mr. Ghost Goes to Town」、「そりすべり (Sleigh Ride)」、「ワン・モーニング・イン・メイ (One Morning in May)」や、PBSが制作した『This Old House』の最初のテーマ曲だった「Louisiana Fairy Tale」などがある。
作曲家ホーギー・カーマイケルとは、「スターダスト」に歌詞を提供したほか、「リバーボード・シャッフル (Riverboat Shuffle)」や「ワン・モーニング・イン・メイ」などスタンダード曲となった数々の楽曲で共作している。1939年には、グレン・ミラーのバラード「サムタイム (Sometime」の歌詞を、ミラーと、チャミー・マグレガー (Chummy MacGregor) とともに書いた。
1949年、パリッシュは、バンドリーダーのアル・グッドマン (Al Goodman) が作曲した「The Allen Stroll」に歌詞を付けたが、この曲は、フレッド・アレン (Fred Allen) のラジオ番組『The Fred Allen Show』の中でコメディ的な役割を担っていた、アレンが「Allen's Alley」を散歩するという設定のコーナーで、毎週流れた。1949年4月4日の『The Fred Allen Show』では、新曲「Carousel of Love」が披露された。この曲は、デマルコ・シスターズ (the DeMarco Sisters) が歌い、アル・グッドマン楽団が演奏した。
1987年にブロードウェイで公開されたレヴュー『Stardust』は、パリッシュが作詞した楽曲を取り上げた作品であった。この公演は101回上演され、1999年には再演も果たした。初演当時のインタビューの中でパリッシュは、デューク・エリントンが作曲し、作詞はアーヴィング・ミルズ (Irving Mills) とされているスタンダード曲「ムード・インディゴ (Mood Indigo)」も、自分が歌詞を書いたものだと述べた。この件についてパリッシュは「悔しいという思いはもうありませんが、いささか残念ではあります」としていた。
グレイトフル・デッドのローディーを務めたスティーヴ・パリッシュ (Steve Parish) は、パリッシュの大甥にあたり、自伝『Home Before Day Light』の中で、パリッシュとジェリー・ガルシアが会ったときのことを書き記している。
1972年、パリッシュはソングライターの殿堂 (Songwriters Hall of Fame) 入りを果たした。

## 死
ミッチェル・パリッシュは、1993年にマンハッタンで死去した。92歳であった。パリッシュはニューヨーク州エルモント (Elmont) のベス・デイヴィッド墓地 (Beth David Cemetery) に埋葬された。

## ブロードウェイ作品
- Continental Varieties (1935) - レヴュー - 作詞家としてフィーチャーされる
- Lew Leslie's Blackbirds of 1939 (1939) - レヴュー - パフォーマー
- Earl Carroll's Vanities of 1940 (1940) - レヴュー - 作詞家としてフィーチャーされる
- Bubbling Brown Sugar (1976) - レヴュー - 作詞家としてフィーチャーされる
- Sophisticated Ladies (1981) - 主題曲「Sophisticated Lady」の作詞
- Stardust (1987) - レヴュー - 作詞家としてフィーチャーされる